# Стрілкове — Джанкой
Стрілкове – Джанкой – газопровід, споруджений для видачі продукції Стрілкового газового родовища, розташованого на Арабатській стрілці та у прилягаючій акваторії Азовського моря.
У 1976-му почалась розробка родовища Стрілкове, для видачі продукції якого проклали трубопровід довжиною 59 км до Джанкою (останній ще з початку десятиліття був з’єднаний газопроводом із Сімферополем). Він був виконаний в діаметрі 325 мм та розрахований на робочий тиск у 1,2 МПа.
Від Стрілкового за допомогою газопроводу місцевого значення також подали блакитне паливо до розташованого на північному березі Азовського моря міста Генічеськ. У випадку проблем з видобутком на Стрілковому трубопровід Стрілкове – Джанкой реверсували, забезпечуючи таким чином передачу ресурсу з системи Херсон – Крим у Генічеськ. 
Після анексії Криму Росією поставки по напрямку Стрілкове – Джанкой припинились. Для видачі продукції зі Стрілкового родовища існують плани прокладання газопроводу Генічеськ – Асканія-Нова.